# Serge Lamothe
Pour les articles homonymes, voir Lamothe.
Serge Lamothe, né le 15 février 1963 à Québec (Canada), est un écrivain d'origine québécoise et de langue française.

## Biographie
Il est titulaire d'une maîtrise en littérature française de l'Université Laval portant sur l'intertextualité.
Membre du conseil d'administration, puis vice-président de l'UNEQ (Union des écrivaines et des écrivains québécois) de 2004 à 2006, il est membre du conseil d'administration du FIL (Festival international de littérature) de 2006 à 2015.
Depuis 1998, il publie des romans, des nouvelles et de la poésie. Il est également dramaturge. Ses romans s'appuient sur l'humanité des personnages et cherchent l'improbable sens à donner à la condition humaine.
En plus d'être romancier, Serge Lamothe est dramaturge au théâtre, à l'opéra et au cirque. « Il a notamment créé la dramaturgie de Parsifal de Richard Wagner présentée en 2012 à l'Opéra de Lyon, puis en 2013 au MET (Metropolitan Opera of New York). En 2016, son adaptation théâtrale de Fusil de chasse de Yasushi Inoué a été reprise à Tokyo, puis en tournée à travers le Japon. » 
Il publie régulièrement sa poésie dans la revue Exit et des nouvelles dans la revue XYZ.
Dans son plus récent roman, Oshima, Serge Lamothe nous présente un monde futuriste dévasté par l'Effondrement global des réseaux (EGR). Ce roman raconte l'histoire d'Akamaru, un jeune eurasien en quête de ses origines. « Roman d'aventures, récit de voyage, œuvre de science-fiction... Serge Lamothe entremêle les genres dans ce livre foisonnant où le bonheur est présage d'un cataclysme imminent. » 

## Œuvres

### Romans
- La Longue Portée, Québec, éd. L'instant même, 1998, 205 p. (ISBN 2-89502-103-1)[6]
- La Tierce Personne, Québec, éd. L'instant même, 2000, 181 p. (ISBN 2-89502-135-X)
- L'Ange au berceau, Québec, éd. L'instant même, 2002, 175 p.  (ISBN 2-89502-172-4)
- Les Baldwin, Québec, éd. L'instant même, 2004, 119 p. (ISBN 2-89502-196-1)
- Tarquimpol, Québec, Éditions Alto, 2007, 227 p. (ISBN 978-2-923550-04-6)[7]
- Métarevers, Montréal, éd. Coups de tête, 2009, 117 p. (ISBN 978-2-923603-12-4)
- Les Enfants lumière, Québec, Éditions Alto, 2012, 164 p. (ISBN 978-2-89694-078-3)[8]
- Mektoub, Québec, Éditions Alto, 2016, 193 p. (ISBN 978-2-89694-290-9)
- Oshima, Québec, Éditions Alto, 2019, 285 p. (ISBN 978-2-89694-439-2)

### Nouvelles
- Projet Perfecto, Québec, Éditions Alto, 2010, 26 p. (ISBN 978-2-923550-39-8)
- Le Nid de l'aigle, (photos de Sebastien Cliche), Québec, éd. J'ai Vu, 2010, 47 p. (ISBN 978-2-922763-30-0)
- Des nouvelles de la posthistoire, Le Lys Bleu, Paris, 2021, 100 p. (ISBN 979-10-377-2491-5)

### Poésie
- Tu n'as que ce sang, Montréal, Mémoire d'encrier, 2005, 76 p. (ISBN 2-923153-44-8)
- Les Urbanishads, Québec, éd. Le lézard amoureux, 2010, 64 p. (ISBN 978-2-92339-817-4)
- Ma terre est un fond d'océan, Montréal, Mémoire d'encrier, 2016, 83 p. (ISBN 978-2-89712-417-5)
- Les Urbanishads et autres poèmes, (dessins de l'auteur) Brest, Éditions Stellamaris, 2021, 100 p.  (ISBN 978-2-36868-761-1)
- Quand tu pars, Montréal, Les éditions Mains libres, 2024, 78 p. (ISBN 978-2-925197-64-5)

### Théâtre
- Le Procès de Kafka, suivi de Le prince de Miguasha, Québec, Éditions Alto, coll. « Voce », 2005, 206 p. (ISBN 2-89518-222-1)

### Traductions
- The Baldwins, Vancouver, (traduction anglaise de Fred A. Reed et David Homel), Talonbooks, 2006, 96 p.  (ISBN 0-88922-544-3)
- Oshima, Madrid, (traduction espagnole d'Evelio Miñano Martinez) Editorial Verbum, 2022, 230 p.  (ISBN 978-84-1337-706-3)
- Mi tierra es un fondo de océano, Palma de Mallorca, (traduction espagnole d'Evelio Miñano Martinez de Ma terre est un fond d'océan), La Lucerna, 2023, 100 p. (ISBN 978-84-124036-3-3)
- Tras el final, Madrid, (traduction espagnole d'Evelio Miñano Martinez de Les Baldwin et Les enfants lumière) Editorial Verbum, 2023, 230 p. (ISBN 978-84-1136-030-2)
- Le Prince de Miguasha / The Prince of Miguasha, Montréal, (édition bilingue, traduction anglaise de Paloma Vita), Pierre Marcotte éditeur, 2023, 155 p.  (ISBN 978-2-925219-93-4)

### Productions théâtrales
- Le Prince de Miguasha, pièce radiophonique, Radio-Canada, (bourse Yves-Thériault), (2003),
- Rapports intimes, traduction et adaptation d'Intimate Exchanges d'Alan Ayckbourn, (2003),
- Le Procès, adaptation théâtrale du roman de Franz Kafka, m.e.s. de François Girard, création au Théâtre du Nouveau Monde en 2004,
- Le Fusil de chasse (猟銃, Ryōjū?), adaptation théâtrale du roman de Yasushi Inoue, m.e.s. de François Girard, création à l'Usine C, Montréal, Québec, et au Théâtre Parco, Tokyo, Japon, en (2010), (2011) et (2016), puis au Jerome Robbins Theater avec Miki Nakatani et Mikhaïl Barychnikov, New York 2023.
- Le Temple du pavillon d'or, adaptation théâtrale du roman  Le Pavillon d'or de Yukio Mishima, m.e.s. d'Amon Miyamoto, création au Théâtre Parco, Tokyo, Japon), (2011).
- En attendant Godot de Samuel Beckett, dramaturgie, m.e.s. de François Girard, Théâtre du Nouveau Monde, Montréal, Québec, (2016).
- Zebrina - une pièce à conviction, traduction française et dramaturgie d'Underneath the lintel de Glen Berger, m.e.s. de François Girard, Théâtre du Nouveau Monde, Montréal, Québec, (2020).
- Le salon de madame Baudelaire, pièce originale, lecture publique dans le cadre du Festival international de la littérature, avec Emmanuel Schwartz, Marie-Madeleine Sarr et Alexis Martin, Théâtre Outremont, Montréal, Québec, (2021).

### Cirque
- (2008) Zed, Cirque du Soleil, dramaturge, m.e.s. François Girard, Tokyo.
- (2011) Zarkana, Cirque du Soleil, dramaturge, m.e.s. François Girard, Radio City Music Hall (NYC), Madrid Arena (Espagne), Théâtre du Kremlin (Moscou), Aria Resort (Las Vegas).

### Opéra
- Les Sept Péchés capitaux et Le Vol de Lindbergh, dramaturgie, livrets de Bertolt Brecht, musiques de Kurt Weill, Opéra national de Lyon, (200),
- Émilie (opéra), dramaturgie, livret d'Amin Maalouf, musique de Kaija Saariaho, Opéra national de Lyon, (2010),
- Parsifal, dramaturgie, livret et musique de Richard Wagner, Opéra national de Lyon, (2012) et Metropolitan Opera (2013) et (2018).
- Le Vaisseau fantôme, (Der Fliegende Holländer), dramaturgie, livret et musique de Richard Wagner, Grand Théâtre de Québec, (2019) et Metropolitan Opera (2020-2023).
- Lohengrin, dramaturgie, livret et musique de Richard Wagner, Théâtre Bolchoï (2022) et Metropolitan Opera (2023).

## Prix et honneurs
- 2003 : Bourse Yves-Thériault de Radio-Canada (pour Le Prince de Miguasha)[3]
- 2006 : Herald Angel de la Meilleure production au Festival international d'Édimbourg, pour Les Sept Péchés capitaux et Le Vol de Lindbergh, m.e.s. François Girard, dramaturge
- 2008 : Prix des libraires du Québec pour Tarquimpol, catégorie roman, finaliste
- 2011 : Prix Kinokuniya, Japon, (pour Le Fusil de chasse, adaptation théâtrale)[3]
- 2011 : Prix Yomiuri, Japon, (pour Le Fusil de chasse, adaptation théâtrale)[3]
- 2012 : Prix du Syndicat de la critique, Prix Claude-Rostand, (pour Parsifal, dramaturge)[3]
- 2014 : Diapason d'or décerné par Diapason (magazine) (pour le DVD de Parsifal, dramaturge)[3]
- 2016 : Prix littéraire des collégiens pour Mektoub, finaliste
- 2019 : Prix Opus Concert de l'année - Québec pour Le Vaisseau fantôme de Richard Wagner, Festival d'opéra de Québec, dramaturge
- 2020]: Prix des Horizons imaginaires pour Oshima, finaliste[9]